# Chilicola xanthostoma
Chilicola xanthostoma är en biart som beskrevs av Michener 2002. Chilicola xanthostoma ingår i släktet Chilicola och familjen korttungebin. Inga underarter finns listade i Catalogue of Life.